# Rubió
|  | Per a altres significats, vegeu «Rubió (desambiguació)». |

Rubió és un municipi de la comarca de l'Anoia pertanyent a l'Alta Segarra, Catalunya. El municipi consta de 237 habitants (2021) i té una extensió de 48 km². És un dels municipis més grans de l'Alta Segarra, i a la vegada té una de les poblacions més reduïdes de la zona. Rubió té un relleu molt accidentat, sent el seu punt culminant a la serra de Rubió, a 837 msnm.
Sobre el topònim Rubió hi ha dues opinions majoritàries respecte a la seva etimologia. La primera diu que Rubió és un topònim que deriva etimològicament de rubeus (‘rogenc’), probablement fent al·lusió a la color rogenca de la terra i les roques de la muntanya on es construí el Castell de Rubió. Tanmateix existeix una segona opinió: que el terme Rubió deriva de l'antropònim llatí rufus, que significa ‘ros’ (rubio en castellà), per via del nom Rubione, que era posseïdor d'una heretat o fundus a la zona durant l'època romana.

## Geografia
- Llista de topònims de Rubió (Orografia: muntanyes, serres, collades, indrets..; hidrografia: rius, fonts...; edificis: cases, masies, esglésies, etc).

### Localització

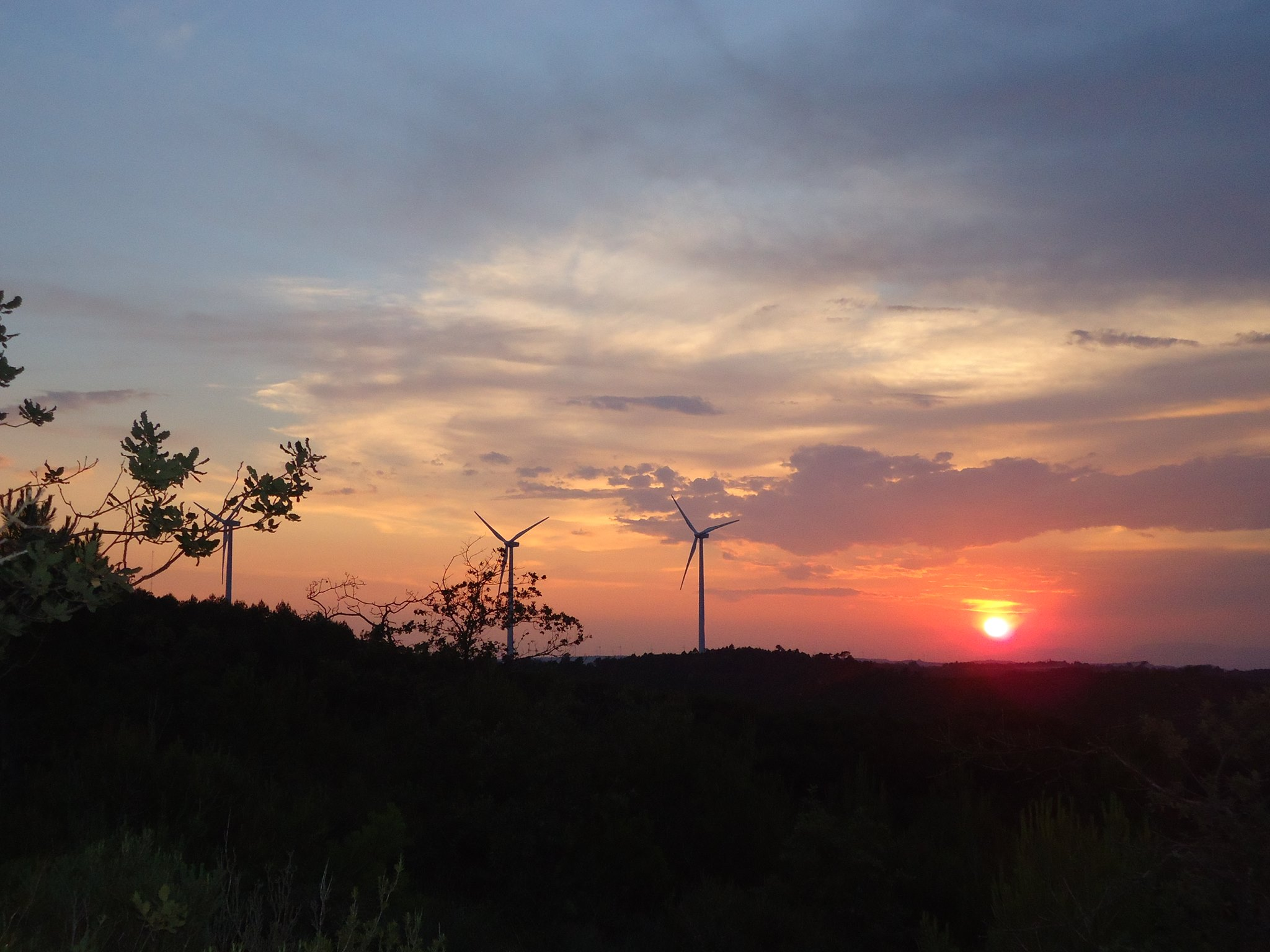
La serra de Rubió culmina a 837 msnm, sent així una de les serres més destacades de la comarca.

El terme municipal de Rubió, de 48 km², limita amb els termes bagencs de Castellfollit del Boix (NE) i Aguilar de Segarra (N) i amb els de l'Anoia dels Prats de Rei (NW), Copons (W), Jorba (S) i Òdena (S i E). És situat al sector NE de la comarca, al límit amb el Bages. La serra de Rubió forma, en direcció NE-SW, l'eix del territori i separava antigament les sotsvegueries d'Igualada i dels Prats de Rei; alhora és la divisòria entre les aigües que vessen a l'Anoia a través de la riera de Rubió i les que vessen al Cardener a través de la riera de Maçana (afluent a la de Rajadell). Aquesta serra, coberta de boscos de pins i alzines, culmina a la Còpia de Palomes, de 837 m d'altitud (al límit amb el terme d'Òdena). Els vessants meridionals de la serra alimenten l'esmentada riera de Rubió que aflueix a l'Anoia dins el terme de Jorba.
El municipi comprèn, a la meitat S, el petit nucli de Rubió, cap de municipi, el raval o caseria del Pla de Rubió, i l'antiga parròquia rural de Sant Pere d'Ardesa, en un apèndix, ja vers Òdena. A la meitat N del terme, al punt més alt de la serra hi ha una notable planura presidida pel gran mas de Pedrafita, dita per això el pla de Pedrafita, amb un antic hostal a prop de la carretera i l'església de Santa Anna. En un apèndix al NE, als vessants septentrionals de la serra, hi ha la parròquia rural de Sant Martí de Maçana.

### Medi físic
El terreny del terme és de sòl calcari i es caracteritza per grans desnivells de terreny. La vegetació majoritària actualment del terme són la pineda de pi blanc i pinassa, amb roure i alzina i la brolla de romaní. L'any 1986 hi va haver un gran incendi que va fer esvair tota la coberta de boscos frondosos de pi blanc i alzinars. Actualment però, el bosc ja s'ha recuperat i en alguns indrets tornar a ser frondós.

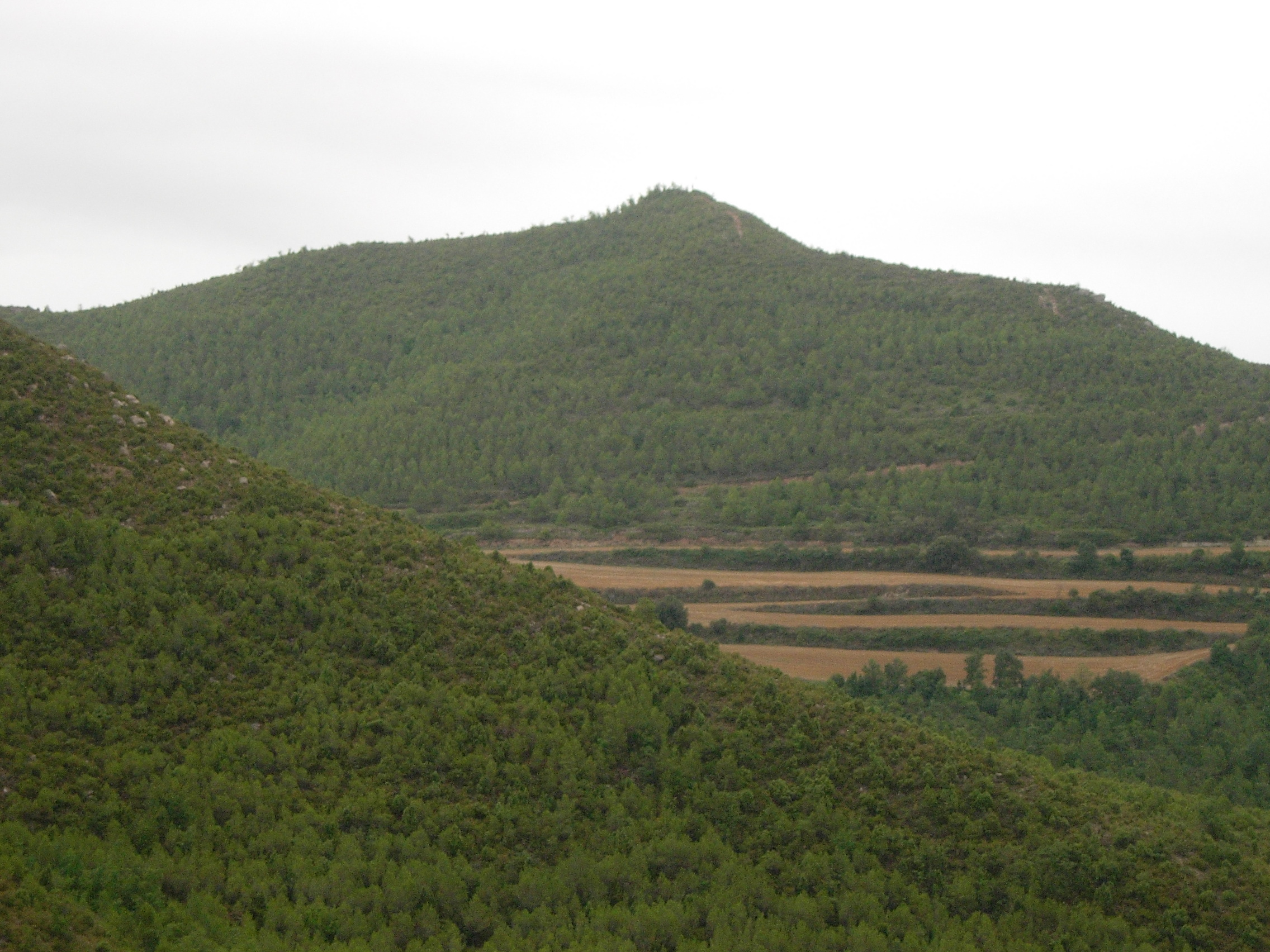
El puig de Sant Miquel

## Estructura administrativa
El terme municipal inclou: Rubió, el Pla de Rubió i també inclou els antics termes de Sant Martí de Maçana i Sant Pere d'Ardesa.
Rubió és un municipi rural caracteritzat per tenir una població molt disseminada en masies. El municipi té petits nuclis de població al voltant del Castell de Rubió, al Pla de Rubió i a Sant Martí de Maçana, a més d'un gran nombre de masies disperses arreu del terme.
| Veciana | Els Prats de Rei | Aguilar de Segarra     |
| Copons  | Rosa dels vents  | Castellfollit del Boix |
| Jorba   | Òdena            | Òdena                  |

## Història
Dins del terme municipal s'han descobert vestigis de l'ocupació humana de l'Eneolític ençà. En són un exemple d'aquesta ocupació els dos sepulcres megalítics i la vil·la romana.
A l'alta edat mitjana la Serra de Rubió estava repartida entre tres castells termenats (el de Rubió, el d'Ardesa i Maçana). El castell de Rubió és esmentat a partir del 1063. Pere Bertran de Rubió el governava el 1198 i a l'inici del segle xiv (1317) era senyorejat pels Castellolí. Passà després als Timor; Francesca de Timor fou muller de Berenguer de Boixadors i en segones núpcies de Gombau d'Anglesola. Bernat de Boixadors, fill de Francesca, comprà el 1380 a Pere III la jurisdicció de Rubió, entre d'altres, i el llinatge Boixadors (que rebé després els comtats de Savallà i de Peralada) mantingué la senyoria fins a la fi de l'Antic Règim.
Durant el segle xiv, el poble va patir la pesta i diverses males collites que van fer que moltes terres quedessin ermes i una gran part de la població rural es desplacés a les ciutats i a les viles properes.
A principis del segle xix, durant la Guerra del Francès, la serra de Rubió fou un punt estratègic per la resistència igualadina. El 1841 els bandolers Marimon i Casulleres que capitanejaven una gran partida de lladres foren atrapats pels mossos d'esquadra i el sometent de Rubió. Allí els donaren mort en l'anomenat "Pla de les Bruixes". Després d'anys d'atemorir els pagesos de la rodalia i fins i tot viles mitjanes com Jorba, Copons, Sant Martí de Tous, Santa Margarida de Montbui i Santa Maria de Miralles.

### Conflicte rabassaire

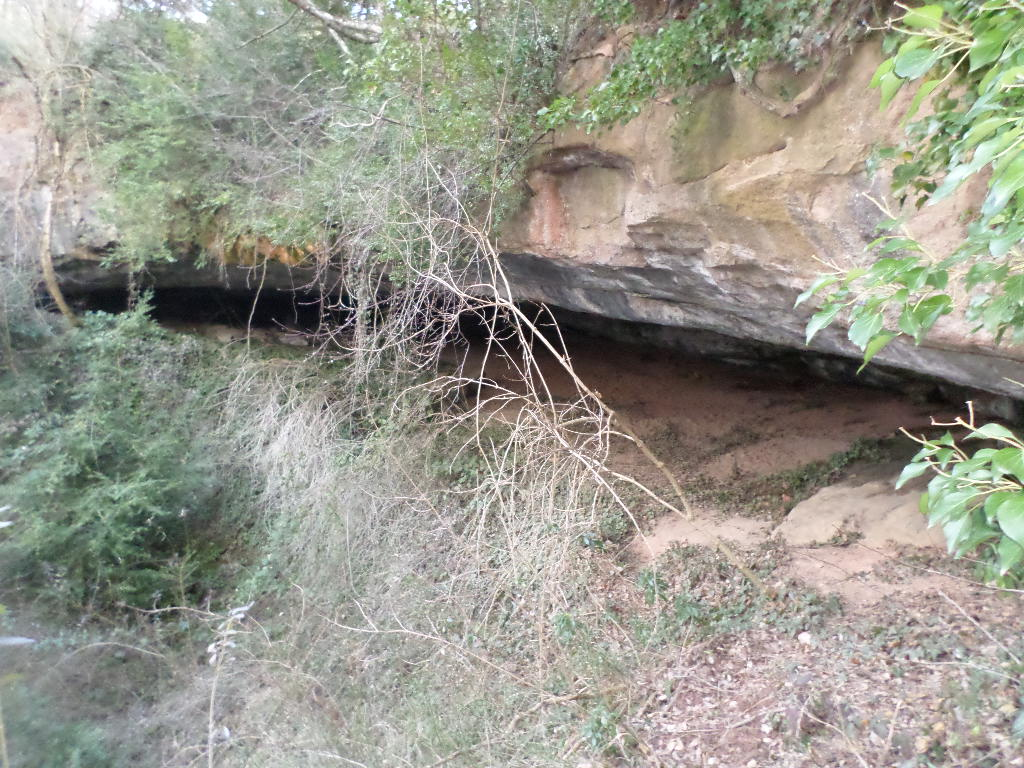
La balma on s'amagaven els bandits Marimon i Casulleres, al vessant nord de la serra de Rubió.

El conflicte rabassaire va ser una de les causes de l'enfrontament civil durant la guerra civil i s'allarga del 1930 fins al 1934. Aquest conflicte també va arribar el terme municipal de Rubió produint un gran revolt entre els amos i els rabassaires. Els rabassaires estaven agrupats juntament amb la Unió Republicana de Catalunya i defensaven que les terres havien de ser propietat de qui les treballa. Fruit de la radicalització general del país, va esdevenir un conflicte intern notori al poble. Durant els anys que durà la República, alguns amos a causa de la repressió d'aquests hagueren d'amagar-se i fugir, perquè van ser perseguits.
A l'àmbit local, i paral·lelament al conflicte de rabasses, Rubió va patir una modificació territorial, perdent la zona nord-est que s'annexionà als Prats de Rei fruit de la inestabilitat del moment.

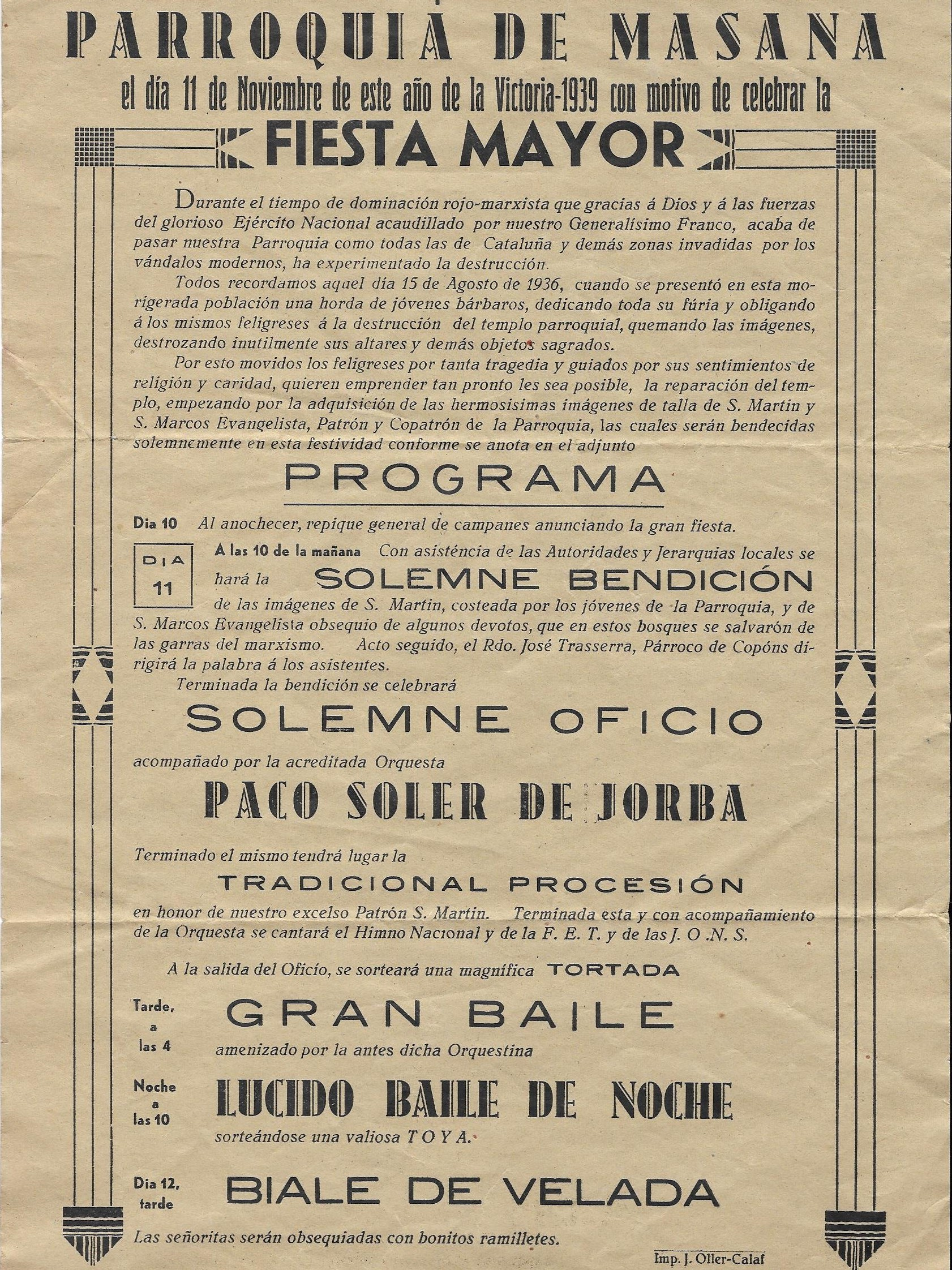
Primer programa d'actes imprès de la Festa Major de Maçana, l'any 1939, al final de la guerra.

### La Guerra Civil espanyola
Durant l'inici de la Guerra Civil espanyola, Rubió fou dirigida pel batlle Joan Estruch Mas, del bàndol republicà. La informació del transcurs de la guerra a escala nacional, fou molt escassa, i majoritàriament, arribà per la via oral i feia accentuar la divisió ideològica del poble.
Alguns habitants de Rubió o d'altres indrets de la zona, s'amagaren en coves o cases de la zona per por a ser enxampats pel bàndol oposat. Segons testimonis, pel poble voltaven persones encaputxades que intentaven enxampar fugitius per sorpresa. El bàndol roig va cremar documents de la Rectoria i de l'ajuntament del poble. Cap de les quatre esglésies que disposava el poble, com també d'altres símbols religiosos del poble van sobreviure a la crema en mans del bàndol republicà, i de les poques coses que se salvaren va ser retaule de Santa Maria de Rubió gràcies un grup d'excursionistes republicans de l'Ateneu igualadí que vuit dies després de la destrossa pujaren a Rubió a intentar recuperar els objectes d'art de la zona per intentar deixar-los al marge de la guerra. Uns dies més tard, Ramon Vives i Prat, acompanyat del rector de Rubió, va anar a recuperar el retaule a Barcelona, on ja el tenien a punt d'embarcar cap a França; els oferiren 25.000 pessetes per marxar sense el retaule, però gràcies a ells va poder tornar a l'església de Santa Maria de Rubió, on avui en dia encara hi perdura. Durant un curt espai de temps, el sector roig va utilitzar l'antic local social del Pla de Rubió per interrogar i extreure informació a persones del bàndol nacional.
Segons el Llibre d'Actes de la rectoria de Rubió, hi va haver dues morts reconegudes a causa de la guerra civil. El 9 d'agost de 1936, quasi tres setmanes després de l'inici de la guerra, el bàndol republicà es va emportar de casa seva a Pablo Vives Casanoves, el penúltim alcalde nacional que hi havia hagut al poble abans de la guerra, justificant que havien d'arreglar assumptes. Dies després, es va trobar el seu cos sense vida a un bosc del terme d'Òdena. Josep Vila i Mosella, de 14 anys, va morir el 18 de juny de 1939 per l'explosió d'una bomba al poble, quan la guerra ja havia arribat a la seva fi.

## Cultura
Durant l'any el poble de Rubió celebra diferents festivitats als diversos nuclis de població (el Pla de Rubió, Rubió i Sant Martí de Maçana):
- El primer i el segon dia de l'any se celebra la Festa Major del Pla de Rubió.
- El 25 d'abril, Sant Marc, se celebra la Festa Major de Primavera de Sant Martí de Maçana.
- La quarta setmana després de la Pasqua, el dia de l'ascensió, se celebra la Festa Major de Rubió, la qual dura els dos dies del cap de setmana i és coneguda per la benedicció i per la repartició del Panet.
- El 29 de Juny, se celebra el Capvespre a Sant Pere d'Ardesa.
- El cap de setmana després de l'11 de novembre hi ha la celebració de la Festa Major de St. Martí de Maçana.

## Patrimoni arquitectònic i artístic

### Castell de Rubió

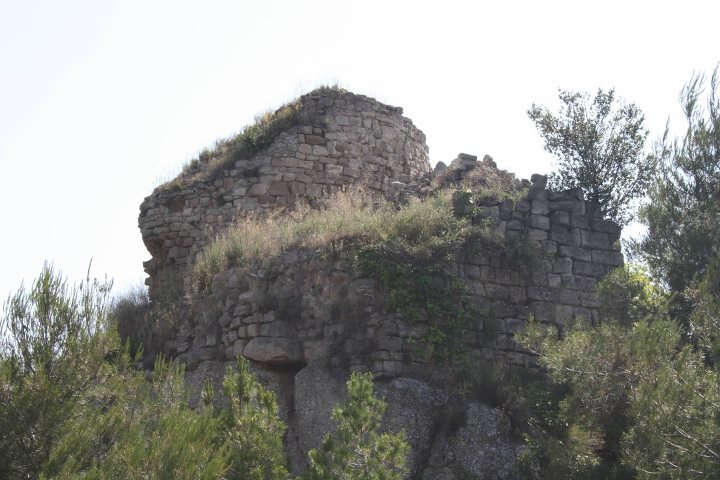
Restes del castell de Rubió.

Va néixer com un castell termenat, erigit a finals del segle x. El primer document el qual aparegué el castell va ser escrit l'any 1069 tot i que l'origen és força anterior. Al segle xii n'eren castlans la família dels Rubió, que van donar lloc a un llinatge que es va estendre per diferents indrets del país.
Durant el segle xiv el Castell de Rubió passà a mans de la família Castellolí i l'any 1380 la família dels Boixadors en va comprar els drets jurisdiccionals al rei Pere III, mantenint-les entre les seves possessions fins al segle xviii.
L'estructura del castell medieval està actualment força destruïda, encara que es manté la part inferior de la torre circular, construïda amb aparell de carreus vers el segle xi, així com les restes d'uns murs perimetrals de bona factura, aquests probablement són fruits d'una ampliació feta entre els segles XII i XVIII. Al voltant del castell termenat es va formar un nucli de població, actualment bastant reduït.

### Església de Santa Maria de Rubió

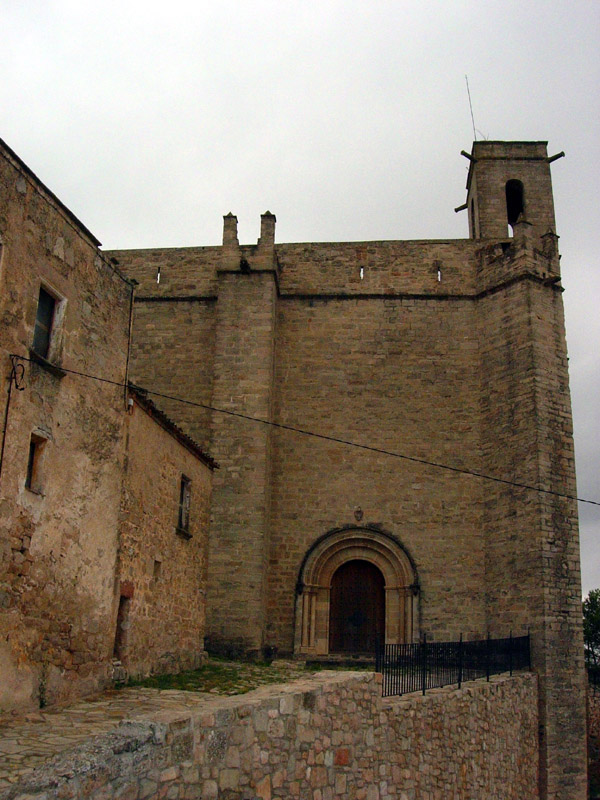
Església de Santa Maria de Rubió

L'Església de Santa Maria de Rubió està situada al nucli urbà de Rubió. L'església ha exercit les funcions parroquials dels seus orígens en el segle xi fins a l'actualitat.
L'edifici actual va ser construït entre 1275 i 1300, substituint una església anterior que s'esmenta en documents medievals ja del 1082. La construcció fou a petició dels senyors de Castelloló, potser enterrats a la zona del presbiteri.
L'Església de Santa Maria de Rubió és un temple d'estil gòtic. La planta rectangular té una única nau coberta amb doble volta de creueria, i presenta als vèrtexs dues claus de volta esculpides amb l'Anyell Pasqual i un petit Pantocràtor. Els arcs arrenquen de mènsules esculpides: Sant Joaquim i Santa Anna al presbiteri, escuts heràldics dels Castellolí a l'arc total central i l'àliga de Sant Joan amb un escut, a la zona del cor. La nau central té a banda i banda sengles capelles laterals de volta ogival i coberta de creueria.
Situades a l'angle nord-est hi ha la sagristia i una capella, també d'estil gòtic. La resta de capelles van ser obertes entre els contraforts en els segles xvi i xvii, coincidint amb la construcció del tercer pis, el campanar i el cor. Al llarg dels segles xvi i xviii, i al segle xx, l'església sofrí diverses restauracions. L'última va ser duta a terme entre 1985 i 1989 sota la direcció de J. Asarta.
En el mur nord de l'església hi ha la portalada principal de tradició romànica. Construïda a finals del segle xiii], es compon d'arquivoltes de mig punt que arrenquen de columnes aparellades amb capitells esculpits amb motius vegetals i zoomòrfics. Pels seus trets estilístics, l'obra es vincula a l'escola de Lleida. Aquesta portalada fou restaurada l'any 1989.
En el mur sud es conserva un reduït portal secundari, amb forma d'arc de mig punt, adovellat i motllurat

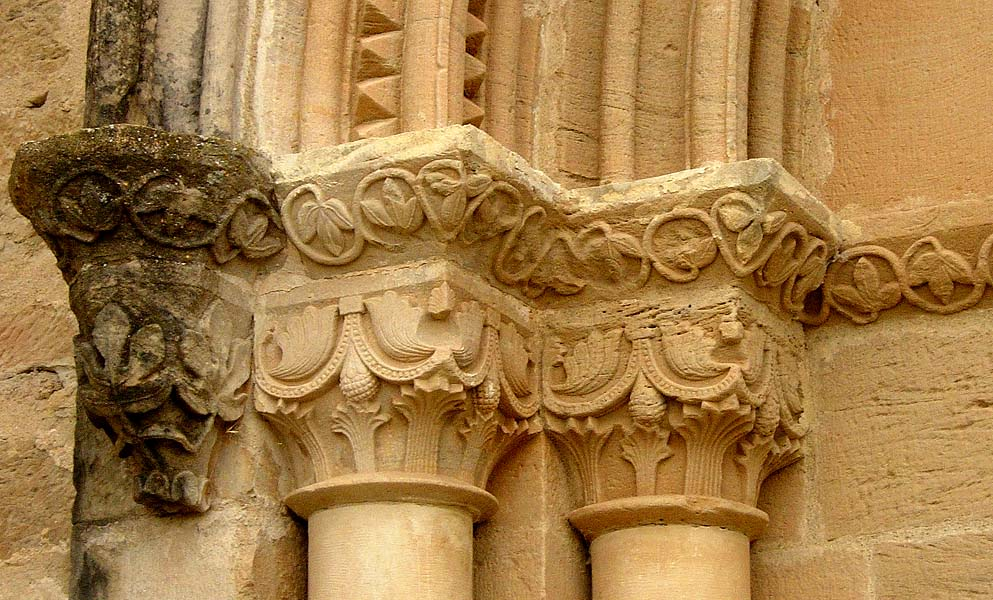
Capitells de la portalada.

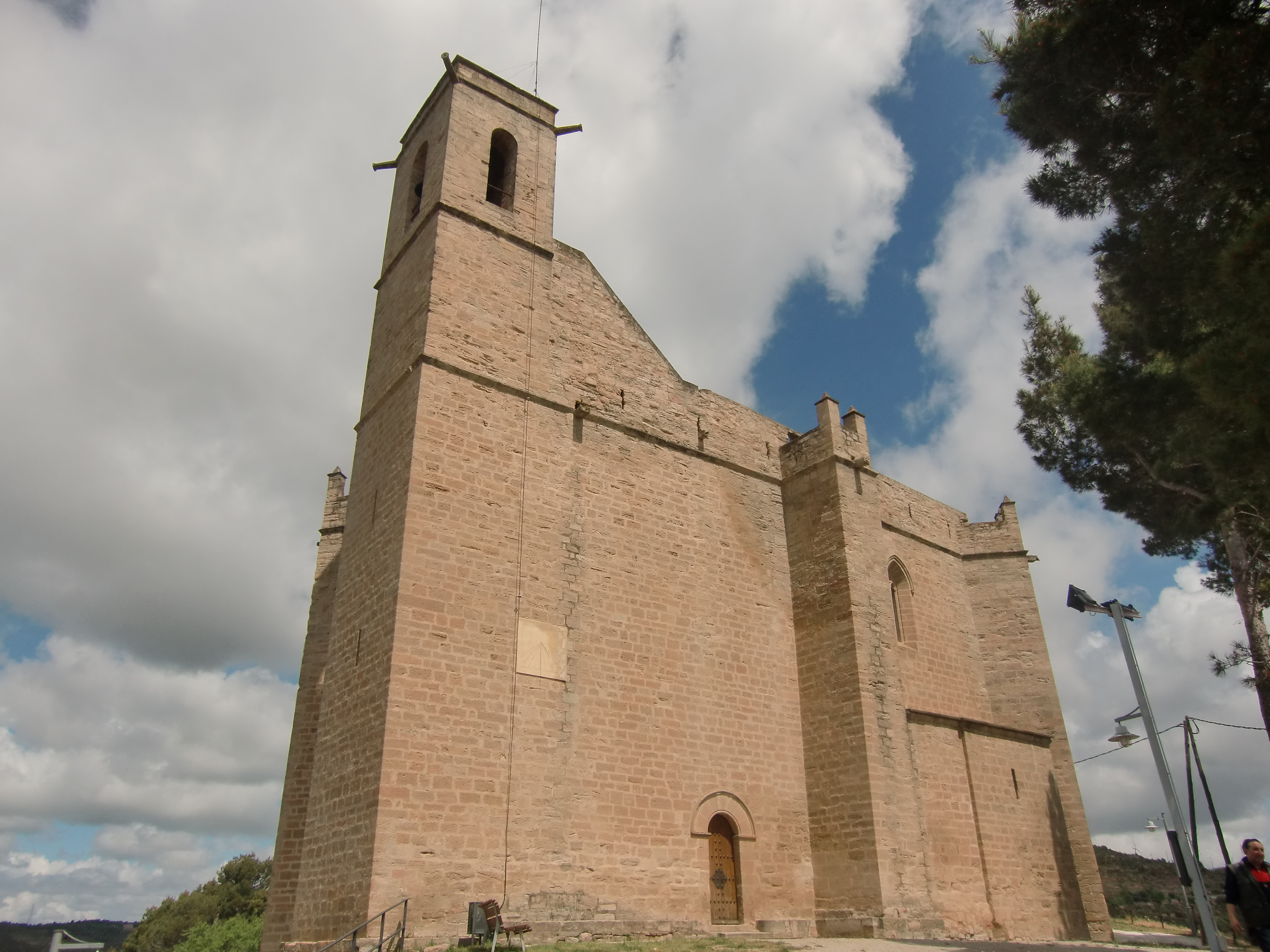
Església de Santa Maria de Rubió.

L'any 1985-86 es feren unes excavacions que van posar al descobert sota el paviment de la nau de l'església dos camps de sitges, utilitzades per emmagatzemar 
cereals, i que ja devien ser emprades amb anterioritat a l'edificació del temple.
A dins de l'església encara es conserva el retaule de Rubió que presenta característiques italogòtiques i constitueix una de les peces pictòriques més importants del gòtic català.
Els estudiosos de l'obra atribueixen l'obra a l'anomenat Mestre de Rubió, deixeble de Ramon Destorrents i, per tant, situen la seva factura més enllà de l'any 1380, sota la propietat dels Boixadors.
L'obra està pintada al tremp sobre fusta. Consta de tres cossos verticals subdividits en tres pisos als laterals i dos al cos central. Entre el cos central i els laterals i entre aquests i el guardapols hi ha quatre muntants, rematats per pinacles. El banc original, de l'inferior del retaule es conserva al Museu Episcopal de Vic.

El retaule està dedicat als goigs de la Mare de Déu i conté set escenes de goig i set escenes de dolor.
La predrel·la està subdividida en sis escenes. Actualment l'original d'aquesta és conservada separadament del retaule pel Museu Episcopal de Vic. A l'església de Santa Maria de Rubió n'hi ha una còpia, que acompanya la resta del retaule original.

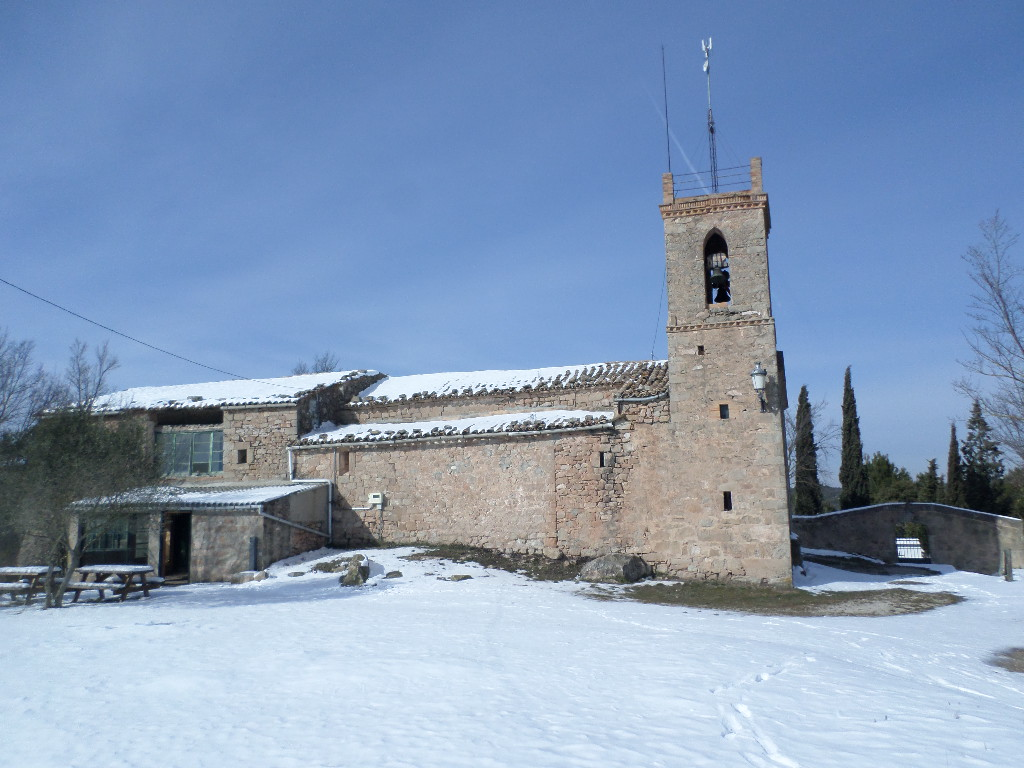
Església de Sant Martí de Maçana.

### Església de Sant Martí de Maçana
L'església de Sant Martí de Maçana està situada a l'entitat de població homònima, al nord de Rubió, al punt culminant del Turó de Maçana. L'església va ser construïda durant el segle x i el segle xi i ha estat sotmesa a diverses reformes. Per aquesta raó, del primitiu edifici romànic sols en resta un fragment de paret. La planta és de creu llatina i coberta amb volta apuntada. El campanar és de secció quadrangular i està adossada a l'església. El campanar va ser refet a causa d'un llamp que hi caigué.
Aquesta església era dedicada durant el segle xvi a Sant Iscle màrtir, encara que actualment està dedicat a Sant Martí.

### Església de Sant Macari
Aquesta petita església està situada al Pla de Rubió. Apareix esmentada per primer cop en un document del 1198. És una edificació religiosa d'una petita nau rectangular, originàriament d'estil romànic, encara que actualment està molt transformada per diverses reformes durant l'època moderna i contemporània; l'última l'any 1954. Aquesta església va tenir l'advocació de Sant Tiberi. Actualment en aquesta petita església no s'oficia missa habitualment de fa anys, encara que una vegada a l'any, durant la Festa Major del Pla de Rubió, s'hi fa una missa.

### Església de Sant Pere d'Ardesa
L'església de Sant Pere està situat a l'antic terme del Castell d'Ardesa, baixant per la cara sud-oest del Puig de Sant Miquel. Va ser construït amb anterioritat a l'any 1082 i va exercir les funcions de parròquia entre el segle xi i el segle xii. Aquesta és una església també d'estil romànic i disposa d'una petita nau amb absis semicircular a la capçalera, decorat amb arcuacions llombardes i lesenes i un fris de dents de serra. Durant molts anys va estar en un estat de semi-ruïnes, degut a la crema duta a terme pel bàndol republicà a inicis de la Guerra Civil. Va ser rehabilitada l'any 2009.

### Dolmen dels Tres Reis

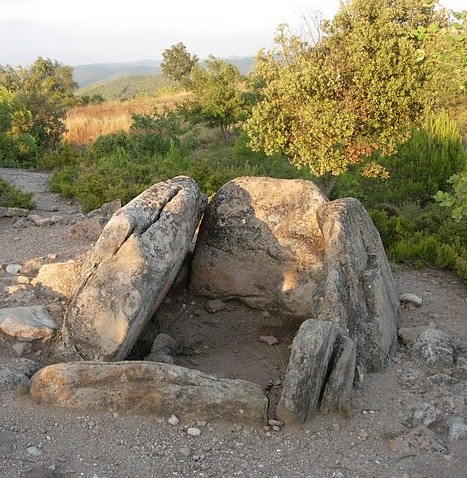
Dolmen dels Tres Reis.

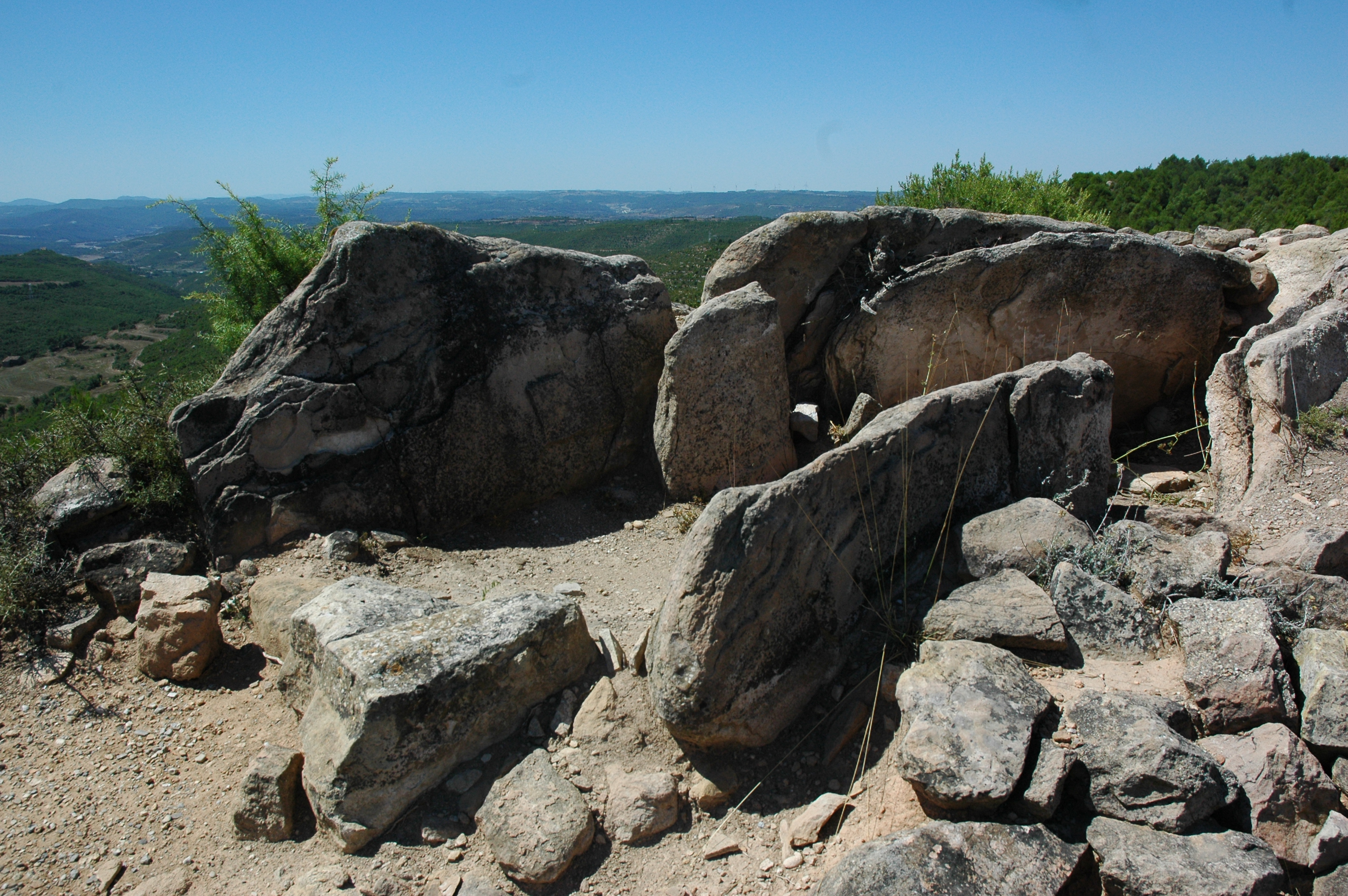
Sepulcre Megalític de les Maioles.

El Sepulcre megalític està situat a la Serra de Rubió. Aquest dolmen fou excavat l'any 1964 per un equip vinculat al Museu Arqueològic de Barcelona, encapçalat per R. Batista Noguera. Les excavacions van constatar que va ser utilitzat com a monument funerari al voltant del 1200 aC.
El dolmen està format per una cambra sepulcral construïda amb grans lloses de pedra local. La cambra té una forma quadrada, formada per cinc lloses, una a la capçalera, una altra al costat esquerre, dues al dret i una de tancament, més petita. Originàriament devia tenir una gran llosa de coberta que no es conserva en l'actualitat.
Quan es va fer l'excavació, el sepulcre ja havia estat saquejat però el saqueig ja venia d'antic. Per la raó d'haver estat saquejat no es va poder concretar el nombre exacte d'individus enterrats. Quasi amb seguretat se sap que l'estructura d'enterrament era múltiple.

### Sepulcre Megalític de les Maioles
El Sepulcre Megalític de les Maioles es troba a l'inici de la serralada de Rubió. Aquest dolmen és de la tipologia anomenada "petita galeria catalana" o "sepulcre de corredor ample". L'espai de la cambra, situat al fons del conjunt, restava precedit per un corredor a través del qual s'introduïen els enterraments finalment dipositats al fons de la cambra. Tota l'estructura megalítica estava envoltada per un túmul de terra delimitat per pedres. Aquest sepulcre fou utilitzat durant els primers segles del segon mil·lenni aC.
La descoberta i la respectiva excavació començà el 1996, i aquest sepulcre no havia estat espoliat, sinó que es mantenia intacte. Per aquesta raó es van trobar restes humanes de dotze individus adults, dos individus joves i un nen de curta edat enterrats. Amb els cossos es van trobar objectes d'ús personal, objectes d'ornament o relacionats amb activitats productives i domèstiques. Encara es conserva un fragment possiblement de la llosa de la coberta amb unes incisions, uns gravats a la pedra, uns petroglifs que permeten identificar clarament uns cercles concèntrics.

### Mas de Pedrafita
Aquesta masia està situada a la carretera de les Malloles, a la banda esquerra, si anem en direcció Els Prats de Rei. Rep el nom de "Mas de Pedrafita" a causa d'estar enclavada en un punt de partició de termes. Aquesta masia fou construïda entre els segles xvi-xvii,com a transformació de l'antic hospital, que existia ja l'any 1295. A la cara de ponent, té adossada la capella de Santa Anna, del segle xv i que fou reformada en el segle xvii.

### Casa Berenguer (La torre del Castell)

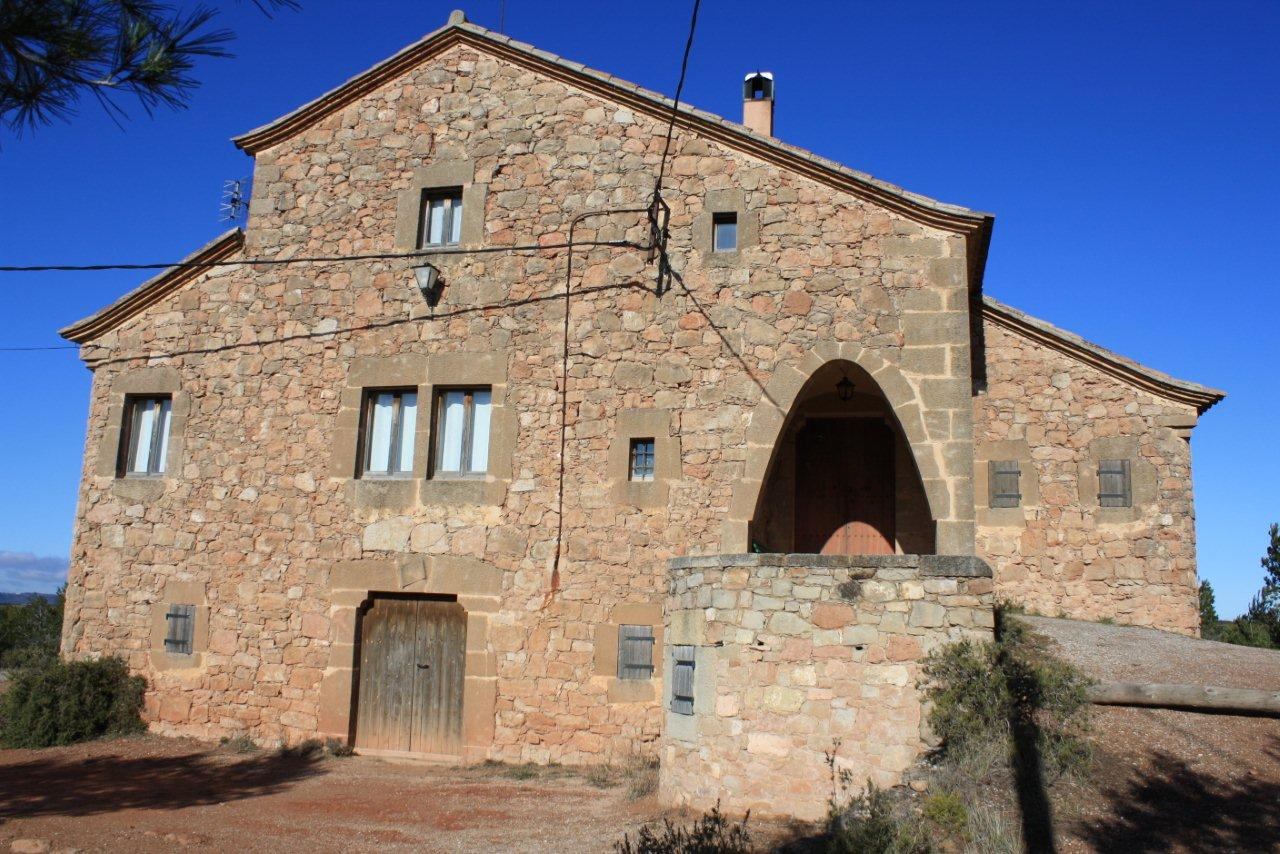
Casa Berenguer.

La Torre del Castell és una casa que segueix el model de la masia catalana però intercalant elements d'estil modernista i fou projectada per l'arquitecte reusenc Francesc Berenguer i Mestres, col·laborador i mà dreta d'Antoni Gaudí. La torre va ser iniciada l'any 1908 i va ser finalitzada pel seu fill, encara que en els plànols originals també hi apareixia un torratge que no va arribar a ser construït i que hagués permès una vista panoràmica de tot el terme. Per això es pot afirmar que és una obra incompleta de la idea original de l'arquitecte. La casa està situada en el cim de la carena, al nord-est del castell.

## Política i govern
En les eleccions municipals de 2023 la participació a Rubió va ser de 153 vots (74,63%), 6 dels quals van ser vots nuls (3,92%) i 5 en blanc (3,40%). S'escolliren un total de 5 regidors per llistes obertes, el mateix nombre que les del 2019. Eren les primeres eleccions que no es presentava l'alcalde sortint Francesc Miquel Archela, després de cinc legislatures com a alcalde. La candidatura postconvergent no pogué mantenir la batllia i la perdé en mans de la candidatura Gent de Rubió - Acord Municipal, vinculada a Esquerra Republicana de Catalunya. La candidata amb més vots, quarta de llista de la formació guanyadora, fou Sandra Aymerich, tanmateix, el batlle escollit fou un altre membre de la seva formació, Francisco de Asís "Frank" Sillero.
| Nom dels regidors | Nom dels regidors                         | Partit polític | Vots | Percentatge |
| ----------------- | ----------------------------------------- | -------------- | ---- | ----------- |
|                   | Sandra Aymerich Garcia                    | GDR-AM         | 73   | 49,65%      |
|                   | Laura Ferrer Díaz                         | GDR-AM         | 62   | 42,17%      |
|                   | Guillem Julián Herranz                    | CM             | 58   | 39,45%      |
|                   | Francesc Juarez de la Cruz                | CM             | 57   | 38,77%      |
|                   | Francisco de Asís "Frank" Sillero Carmona | GDR-AM         | 54   | 36,73%      |

| Període     | Alcalde o alcaldessa                      | Partit polític                               | Data de possessió | Observacions |
| ----------- | ----------------------------------------- | -------------------------------------------- | ----------------- | ------------ |
| 1979–1983   | Marcelino Aymerich Real                   | Logotip d'UCD                                | 19/04/1979        | --           |
| 1983–1987   | Francisco Ferrer Marcet                   | Logotip de CiU                               | 28/05/1983        | --           |
| 1987–1991   | Josep Julian Tomas                        | CIR                                          | 30/06/1987        | --           |
| 1991–1995   | Josep Julian Tomas                        | CIR                                          | 15/06/1991        | --           |
| 1995–1999   | Josep Julian Tomas                        | Logotip de CiU                               | 17/06/1995        | --           |
| 1999–2003   | Miquel Pallarols Serra                    | Logotip de CiU                               | 03/07/1999        | --           |
| 2003–2007   | Francesc Miquel Archela Gil               | Logotip de CiU                               | 14/06/2003        | --           |
| 2007–2011   | Francesc Miquel Archela Gil               | Logotip de CiU                               | 16/06/2007        | --           |
| 2011–2015   | Francesc Miquel Archela Gil               | Logotip de CiU                               | 11/06/2011        | --           |
| 2015–2019   | Francesc Miquel Archela Gil               | Logotip de CiU                               | 13/06/2015        | --           |
| 2019-2023   | Francesc Miquel Archela Gil               | Logotip de Junts per Catalunya               | 15/06/2019        | --           |
| Des de 2023 | Francisco de Asís "Frank" Sillero Carmona | Logotip de Esquerra Republicana de Catalunya | 17/06/2023        | --           |

Segons la revista Rubió al dia, amb dades extretes del llibre d'actes de l'Ajuntament, apareixen registrats alguns alcaldes anteriors a la represa de la democràcia de 1979, que són aquests:
| Data d'assignació    | Alcalde               | Ideologia |
| -------------------- | --------------------- | --------- |
| 3 de gener de 1924   | José Mas Tomás        | Republicà |
| 30 d'octubre de 1925 | Isidro Pujol Gumà     | ?         |
| 26 de febrer de 1930 | Pablo Vives Casanovas | Nacional  |
| 1 de febrer de 1934  | Ramon Mensa Farrés    | Nacional  |
| 29 d'agost de 1936   | Joan Estruch Mas      | Republicà |
| 28 d'octubre de 1936 | Isidre Font Solé      | Neutre    |
| 26 de març de 1938   | Isidre Font Solé      | Neutre    |

## Demografia
La població és principalment disseminada i ha sofert un procés de despoblament. Està documentat que a la fi del segle xiv Rubió disposava de 40 focs i Maçana de 35 (1378). Els focs de Rubió es van mantenir al voltant dels 30 als segles xv i xvi. Al segle xviii la població continuava essent escassa (272 h el 1718, 268 h el 1787) i el 1860 assolí un màxim amb 428 h, però des d'aleshores s'inicià un descens només superat el 1920 (574 h) i accelerat de la dècada del 1950 ençà (344 h el 1960, 204 h el 1970 i 136 h el 1986). A partir de la dècada del 1990 s'aprecià una certa estabilització, amb 117 h el 1991, 123 h el 2001 i 135 h el 2005, fins a una recuperació notable a partir d'aleshores, amb 228 h el 2014. El municipi té Rubió té un total de 239 habitants, dels quals 134 són homes i 105 dones, segons dades del 2020 de l'IDESCAT.
Rubió està formada per tres entitats de població.
| Entitat de població  | Habitants (2024) |
| el Pla de Rubió      | 134              |
| Rubió                | 73               |
| Sant Martí de Maçana | 33               |
| Font: Idescat        |                  |

| 1497 | 1515 | 1553 | 1787 | 1887 | 1900 | 1920 | 1950 | 1970 | 2010 | 2024 |
| 29   | 32   | 36   | 268  | 381  | 337  | 574  | 532  | 204  | 218  | 237  |

## Economia i relleu

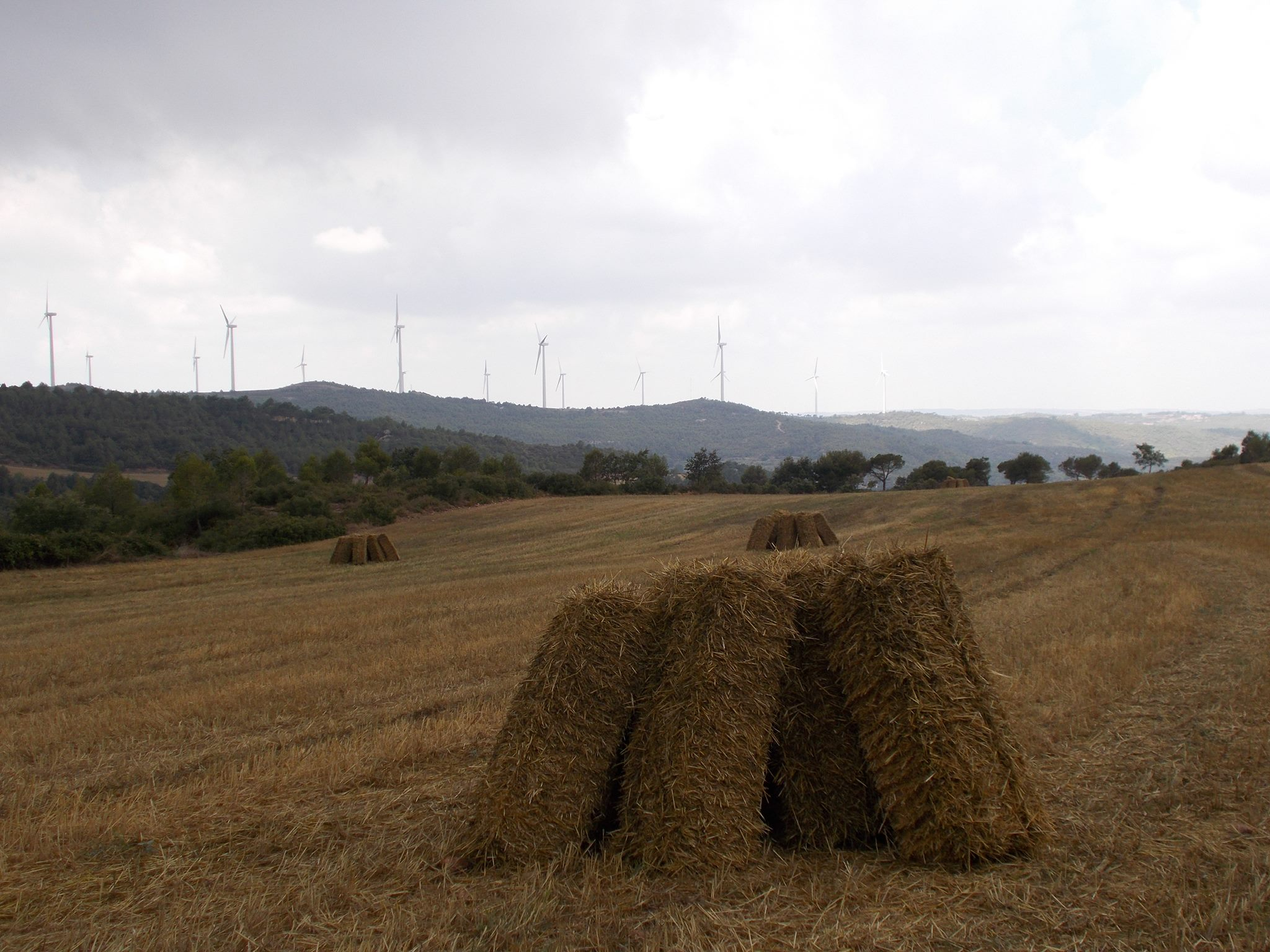
Camps segats a la serra de Rubió, als Plans de la Coma.

L'activitat econòmica principal en tot el municipi és l'agricultura de secà, especialment el cereal conreat en camps del Pla de Rubió i en algunes feixes a la Serra de Rubió, i en menor mesura el farratge, les patates, la vinya i l'olivera. La ramaderia, principalment l'explotació del bestiar porcí i de l'ovella, i l'avicultura són els altres motors de l'economia rubionenca.

### Parc eòlic de Rubió

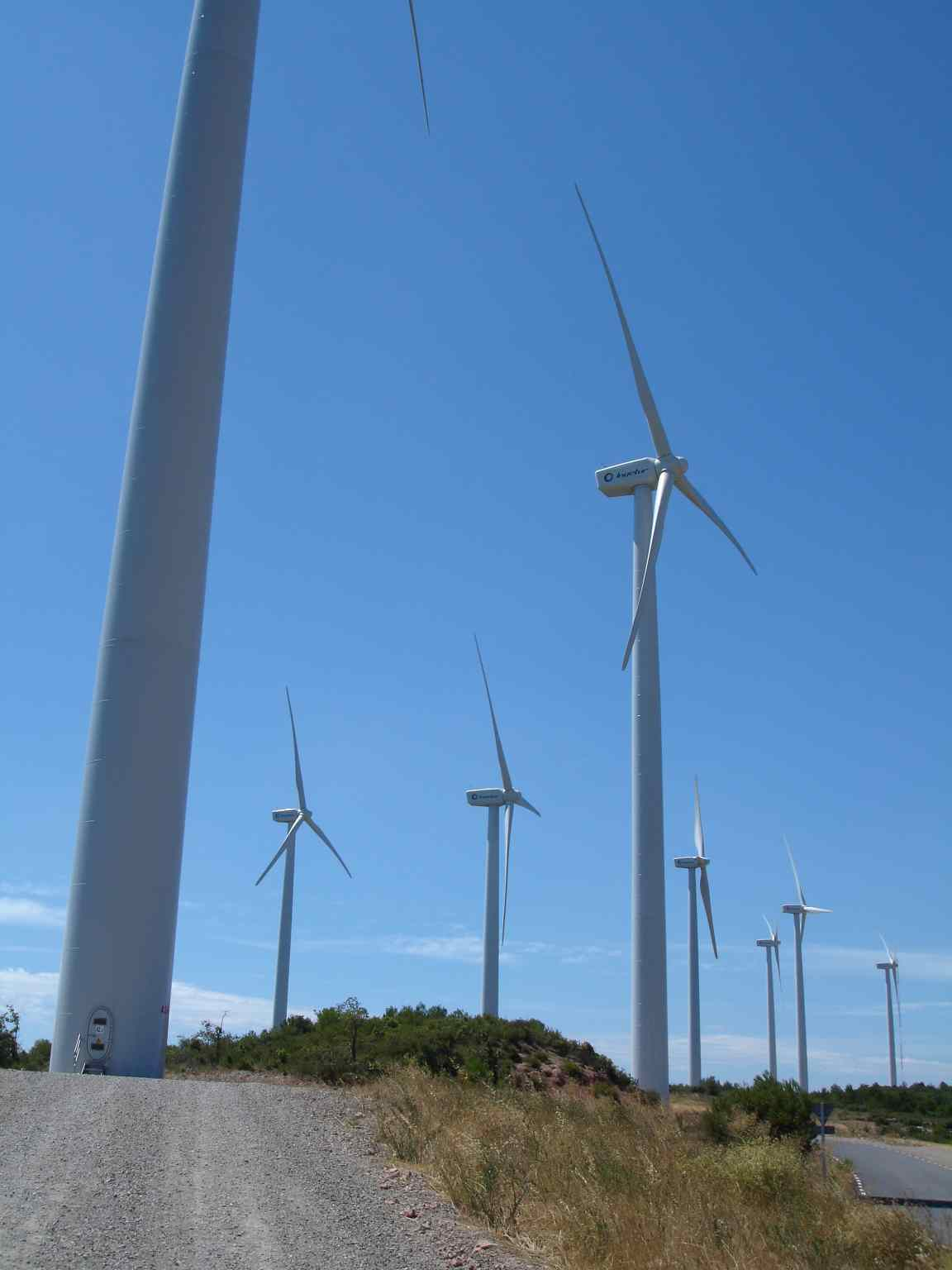
Serra de Rubió, molins de vent

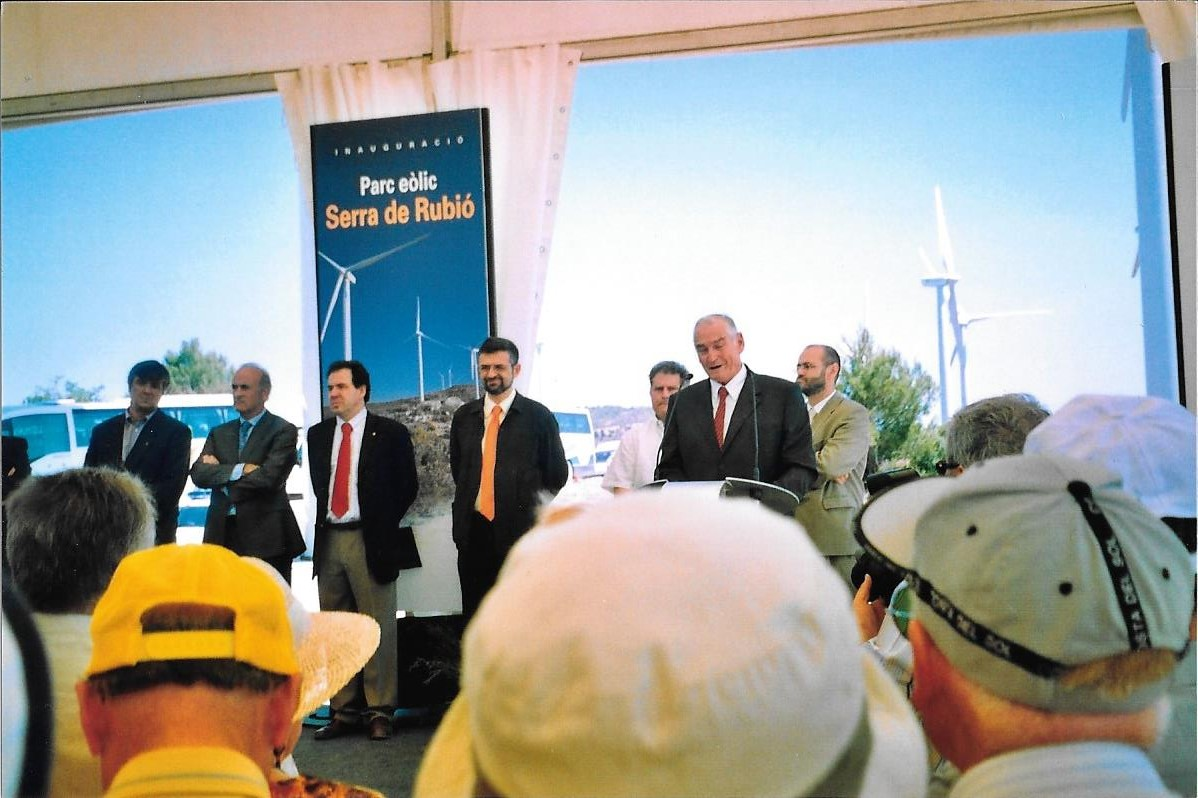
La presentació del parc eòlic de la Serra de Rubió, la primavera del 2007. A la dreta de la foto s'hi troba l'alcalde d'aquell moment, Miquel Archela.

El parc eòlic de Rubió està format per un total de cinquanta aerogeneradors després de l'última ampliació (l'any 2007) amb disset nous aerogeneradors que complementen els trenta-tres que ja estaven en funcionament. Fins a l'actualitat, aquest parc eòlic és considerat el projecte eòlic més important de Catalunya. Aquests aerogeneradors són capaços de produir energia per 30.000 llars. La instal·lació del parc eòlic fou a la tardor de 2004, encara que va entrar en funcionament durant la primavera de 2005. El parc eòlic està dins dels termes municipals de Rubió (Anoia) i part dels de Castellfollit del Boix (Bages) i Òdena (Anoia).
Es calcula que el parc evitarà l'emissió anual de 110.000 tones de CO₂, efecte depuratiu equivalent al de quasi 6 milions d'arbres en procés de fotosíntesi. Tanmateix, per la construcció d'aquest gran parc va haver de destruir diverses zones de conreus i la vida vegetal d'una part del terme.

## Serveis
La manca de població suficient no permet el manteniment d'edificis de serveis, i la població es desplaça a Igualada o viles properes per resoldre bona part de les necessitats. Existeix una antiga escola que va estar en desús durant molts anys, però el 2015 va reobrir les seves portes sota el nom Escola del Bosc de Rubió, adscrita a les escoles lliures, on assisteixen infants del municipi i rodalia en les seves primeres etapes d'educació. També té dos restaurants i, de fa alguns anys ençà, amb un local social emplaçat al Pla de Rubió.

## Comunicacions

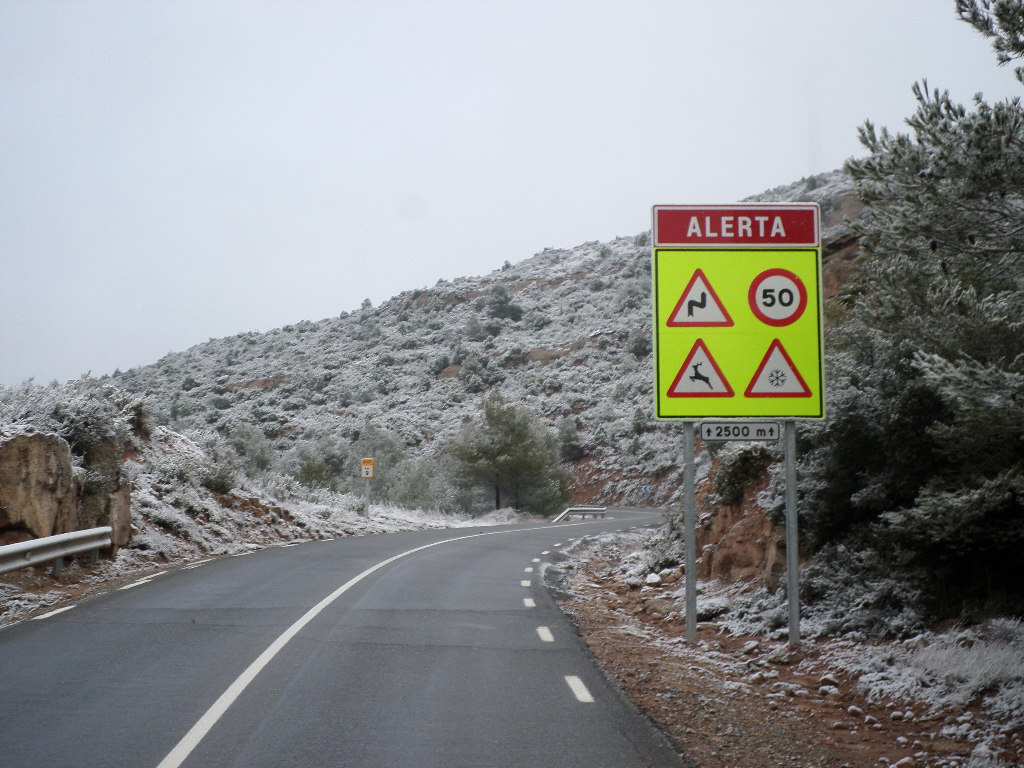
Carretera BV-1031 (les Maioles)

- Carretera BV-1031 (les Maioles) Transport privat. Es pot accedir al municipi per la carretera de tres formes diferents:[23]
  - Comarcal C-1412, a partir de l'N-II, després de Jorba)
  - Carretera BV-1037 BV-1031, des d'Igualada o els Prats de Rei travessant la serra de Rubió.[4]
  - Accés a partir de l'autovia Barcelona-Lleida en direcció a els Prats de Rei.

- Transport públic:[23]
  - Existeix una línia regular d'autobús de la companyia Hispano Igualadina, la línia Igualada-Calaf que arriba fins a Copons, després es pot accedir a peu, en taxi fins al poble.

## Rubionencs il·lustres
- Josep Ferrer i Bujons (1959-), poeta i escriptor
- Josep Vila i Sivill (1904-1967), empresari, fabricant d'estilogràfiques